# Улица Гвардейцев Широнинцев
Улица Гвардейцев Широнинцев (укр. Вулиця Гвардійців Широнінців) — одна из основных меридиональных магистралей Салтовки. Проходит от Салтовского шоссе на северо-восток к границе города Харькова. Названа в честь 25 гвардейцев под командованием лейтенанта Петра Широнина принявших неравный бой у села Тарановка Харьковской области.

## Транспорт
По всей длине проспекта проходит регулярное троллейбусное и автобусное сообщение.